# Wojszczyce
Wojszczyce – wieś sołecka w Polsce położona w województwie mazowieckim, w powiecie nowodworskim, w gminie Zakroczym. 
We wsi znajduje się kaplica rzymskokatolicka Św. Józefa zbudowana w czasach PRL. Wpierw budowę wstrzymano, a później prace budowlane wznowiono pod kierownictwem ks. Józefa Gawlika. Kaplica jest filią Parafii św. Jana Chrzciciela w Kroczewie. W miejscowości Wojszczyce znajduje się też szkoła podstawowa, jednostka ochotniczej straży pożarnej oraz hydrofornia zaopatrująca w wodę okoliczne miejscowości.
Prywatna wieś szlachecka położona była w drugiej połowie XVI wieku w powiecie zakroczymskim ziemi zakroczymskiej województwa mazowieckiego. W latach 1975–1998 miejscowość administracyjnie należała do województwa warszawskiego.